# Mario Super Sluggers
Mario Super Sluggers är ett spel till Wii där Mario och ett antal andra karaktärer tävlar i baseboll. Spelet utvecklades av Namco Bandai och gavs ut av Nintendo. Spelet släpptes i Japan den 19 juni 2008 och i Nordamerika den 25 augusti 2008. Den planerade releasen för Europa och Australien inställdes dock.

### Fotnoter
1. ↑  ”Game Developer Research Institute”. http://gdri.smspower.org/wiki/index.php/Now_Production.
2. ↑  ”Famitsu - two more Japanese Wii release dates”. Go Nintendo. 8 april 2008. Arkiverad från originalet den 3 februari 2015. https://web.archive.org/web/20150203044619/http://gonintendo.com/?p=39903. Läst 10 maj 2015.